# 奥浜名湖駅
奥浜名湖駅（おくはまなこえき）は、静岡県浜松市浜名区三ヶ日町下尾奈にある、天竜浜名湖鉄道天竜浜名湖線の駅である。「ぶんぶんに出会えるまち」の副駅名がある。

## 歴史
- 1988年（昭和63年）3月13日：開設[1]。
- 2022年（令和4年）4月1日：長坂養蜂場が駅名ネーミングライツを取得し、マスコットキャラクターの「ぶんぶん」から命名された副駅名を付した「奥浜名湖（ぶんぶんに出会えるまち）駅」とすることを発表。期間は同日 - 2024年3月31日まで。

## 駅構造
単式ホーム1面1線を有する地上駅。無人駅である。

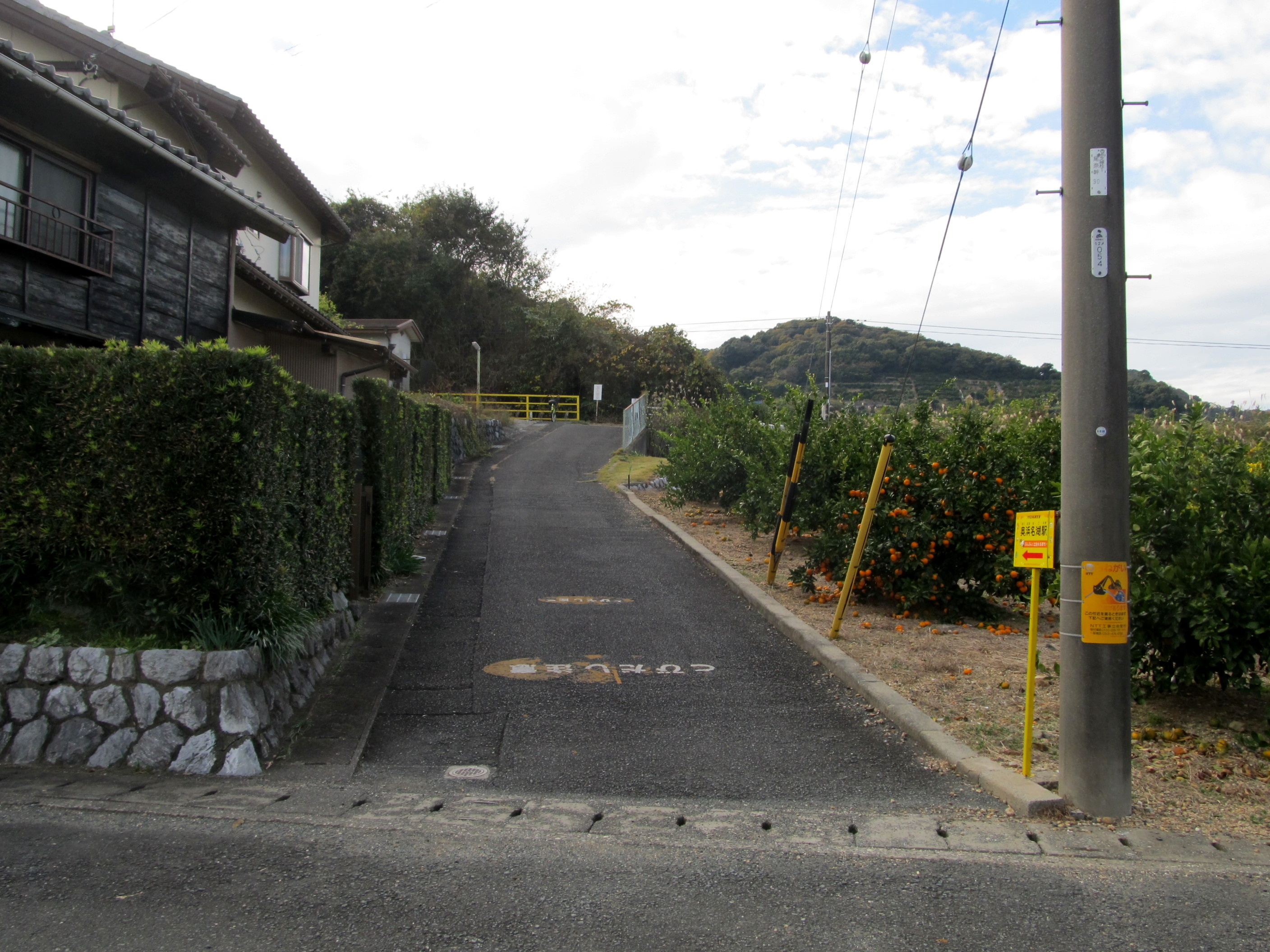
駅入口
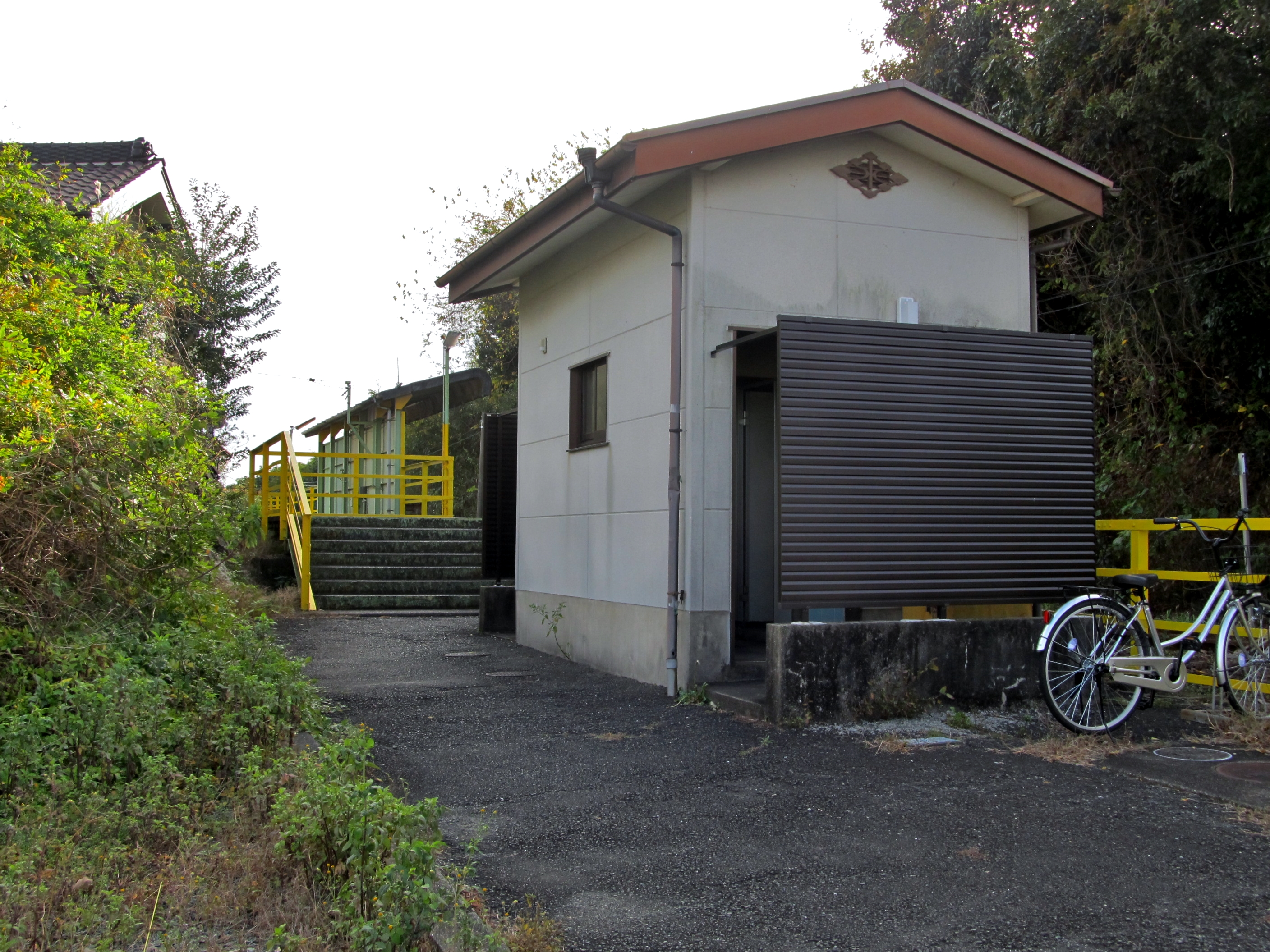
便所

## 利用状況
近年の1日平均乗車人員の推移は以下の通り。
| 乗車人員推移 | 乗車人員推移    |
| 年度         | 1日平均乗車人員 |
| ------------ | --------------- |
| 2008         | 44              |
| 2009         | 44              |
| 2010         | 42              |
| 2011         | 48              |
| 2012         | 41              |
| 2013         | 48              |
| 2014         | 41              |
| 2015         | 36              |
| 2016         | 26              |
| 2017         | 33              |
| 2018         | 31              |

## 駅周辺
住宅はやや多い。
- 国道362号
- 浜名湖レークサイドプラザ
- 浜松市三ヶ日地域バス（三ヶ日オレンジふれあいバス） 南線「ぬえしろ」停留所：総合福祉センター行（循環）

## 隣の駅
天竜浜名湖鉄道
■天竜浜名湖線
三ヶ日駅 - 奥浜名湖駅 - 尾奈駅